# Ołtaszyn
Ołtaszyn (deutsch Herzogshufen, bis 26. Januar 1937 Oltaschin) ist ein Stadtteil Breslaus.

## Geographische Lage

Oltaschin im südlichen Außenbezirk Breslaus, etwa fünf Kilometer südlich des Stadtzentrums, auf einer Landkarte von 1905

Die Ortschaft liegt in Niederschlesien im schlesischen Tiefland, etwa fünf Kilometer südlich der Stadtmitte von Breslau.

## Geschichte

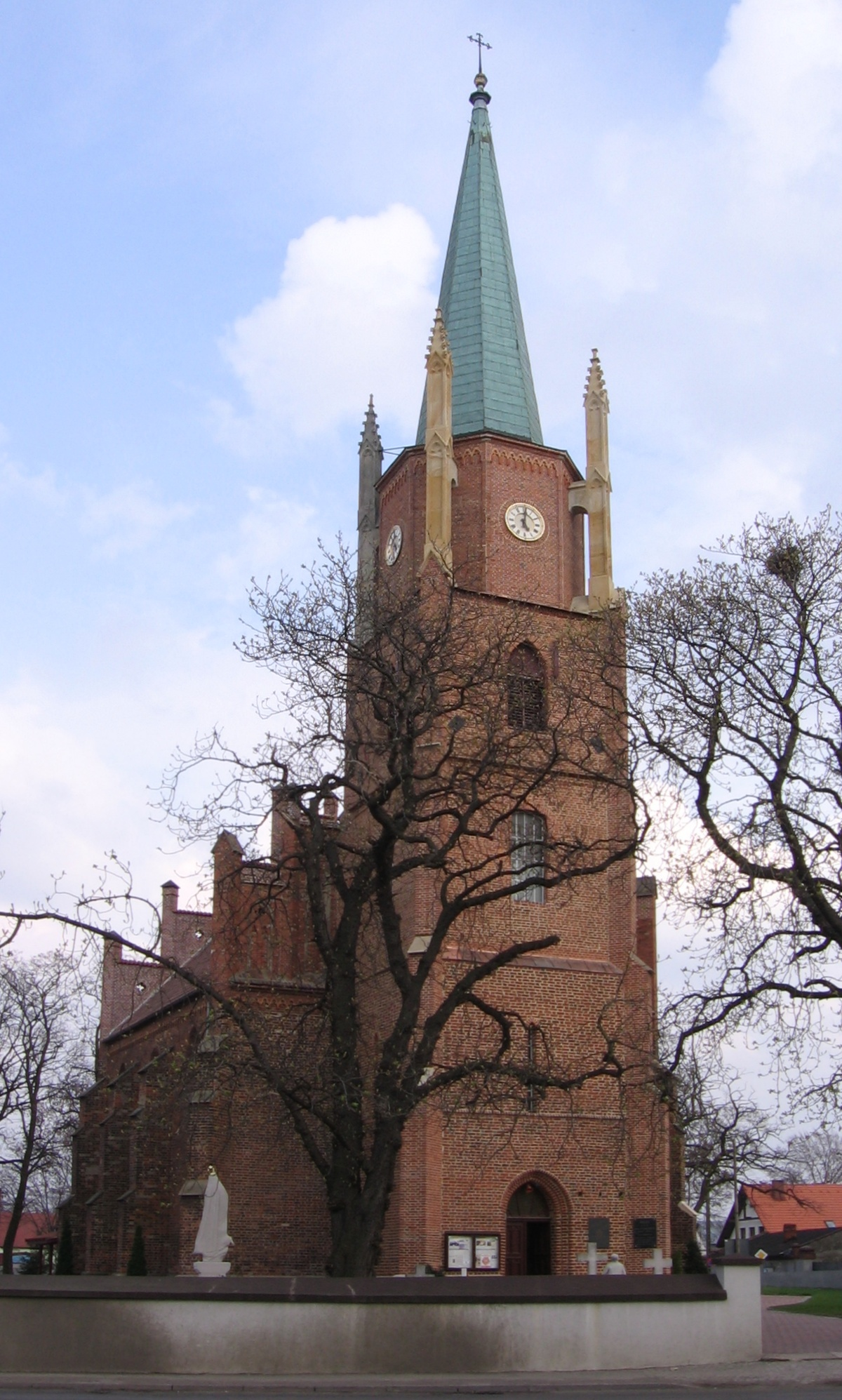
Dorfkirche

Ältere Formen des Dorfnamens sind Olzantino (1204), Oltetschin (1349) und Oltaschen (18. Jahrhundert). Von 1349 bis zur Säkularisation 1810 gehörte das Bauerndorf mit einer katholischen Pfarrkirche zum Breslauer Domstift im Herzogtum Breslau. Das Dorf hatte im 19. Jahrhundert eine katholische Schule.
Am 26. Januar 1937 wurde Oltaschin in Herzogshufen umbenannt. Bis zum Jahr 1945 gehörte Herzogshufen zum Amtsbezirk Hoinstein im Landkreis Breslau im Regierungsbezirk Breslau der preußischen Provinz Schlesien des Deutschen Reichs.
Gegen Ende des Zweiten Weltkriegs wurde Herzogshufen im Frühjahr 1945 von der Roten Armee besetzt. Im Sommer 1945 wurde die der Ort unter der Bezeichnung Ołtaszyn wie fast ganz Schlesien gemäß dem Potsdamer Abkommen zum Bestandteil der Volksrepublik Polen. In der Folgezeit wurde die deutsche Bevölkerung, soweit sie nicht schon vorher evakuiert oder geflohen war, aus Herzogshufen vertrieben.

### Bevölkerungsentwicklung bis 1945
| Jahr | Einwohner | Anmerkungen           |
| ---- | --------- | --------------------- |
| 1816 | 0 305     | [ 4 ]                 |
| 1825 | 0323      | davon 73 Evangelische |
| 1840 | 0333      | davon 84 Evangelische |
| 1852 | 0435      | [ 6 ]                 |
| 1871 | 0500      | [ 7 ]                 |
| 1933 | 1204      | [ 3 ]                 |
| 1939 | 1384      | [ 3 ]                 |

## Sehenswürdigkeiten
- Johannes-Nepomuk-Statue aus der ersten Hälfte des achtzehnten Jahrhunderts[8].

## Kirchspiel
Die katholische Dorfkirche war eine Filiale des Kirchspiels von Bettlern. Die Evangelischen waren zu St. Salvator vor Breslau eingepfarrt.